# استان ماریسکال نیتو
استان ماریسکال نیتو (به اسپانیایی: Provincia de Mariscal Nieto) یک استان در پرو است که در منطقه موکگوا واقع شده‌است. استان ماریسکال نیتو ۸٬۶۷۱٫۵۸ کیلومتر مربع مساحت و ۸۵٬۳۴۹ نفر جمعیت دارد و ۱٬۴۱۰ متر بالاتر از سطح دریا واقع شده‌است.